# Raimonds Vaikulis
Raimonds Vaikulis (Preiļi, 4 febbraio 1980) è un ex cestista lettone.

## Carriera
Con la Lettonia ha disputato i Campionati europei del 2007.

## Palmarès
- Campionato lettone: 2

Ventspils: 2005-06
Barons Rīga: 2007-08
- Coppa di Russia: 1

Ural Great Perm': 2003-04
- FIBA EuroCup: 1

Barons/LMT: 2007-08